# Hidalcão
Iúçufe Adil Xá (1459 — 1511), Abu Almuzafar Iúçufe Adil Cã Saui ou Adil Cã, denominado Hidalcão pelos portugueses, foi o fundador do Sultanato de Bijapur na Índia e primeiro governante da dinastia Adil Xái que governou este sultanato do Decão durante quase dois séculos. Hidalcão é creditado com o desenvolvimento da cidade de Bijapur, elevando-a a um importante estatuto. Governou de 1489 a 1510 ou 1511, morrendo pouco depois de perder  Goa, conquistada pelos portugueses liderados por Afonso de Albuquerque.  

## Carreira
Existem várias teorias sobre as origens de Hidalcão, sendo geralmente apontado como um nobre Bahmani de origem iraniana, embora uma corrente mais popular lhe atribua a ascendência de um sultão otomano. Qualquer que tenha sido a sua origem, a sua coragem e personalidade  reflectiram-se numa brilhante carreira, rapidamente conquistando os favores do sultão de Bahmani que o nomeou governador da província de Bijapur.
Em 1489, Hidalcão aproveitou o declínio do poder da Bahmani para estabelecer-se como um sultão independente em Bijapur. Entrou em guerra contra o império hindu de Bisnaga (Vijaianagar), bem como contra os muçulmanos dos sultanatos do Decão vizinhos de Bijapur. O sultanato de Bijapur que  fundou foi uma formidável força, que durou perto de dois séculos até ser derrotado por Aurangzeb em 1686.
Adil Xá foi pessoalmente responsável pela construção da imponente cidadela ou Arkilla e pelo palácio chamado Faruque Mahal. Hidalcão era um homem de cultura e convidou poetas e artesãos da Pérsia, Turquia e Roma para a sua corte. Foi também um músico e estudioso com profunda tolerância religiosa que se refletiu na arte e arquitetura desde então.
Hidalcão casou com Punji, irmã de um guerreiro marata. Morreu em 1511, pouco depois da perda de Goa para o governador português Afonso de Albuquerque, em 1510. Deixou um pequeno Estado forte, que persistiu quase dois séculos caóticos numa região em constante instabilidade política. Foi sucedido pelo seu filho Ismail que, sendo menor, foi auxiliado no seu reinado por Camal Cã.